# Lygistopterus cobosi
Lygistopterus cobosi là một loài bọ cánh cứng trong họ Lycidae. Loài này được Cobos miêu tả khoa học năm 1961.